# Lam

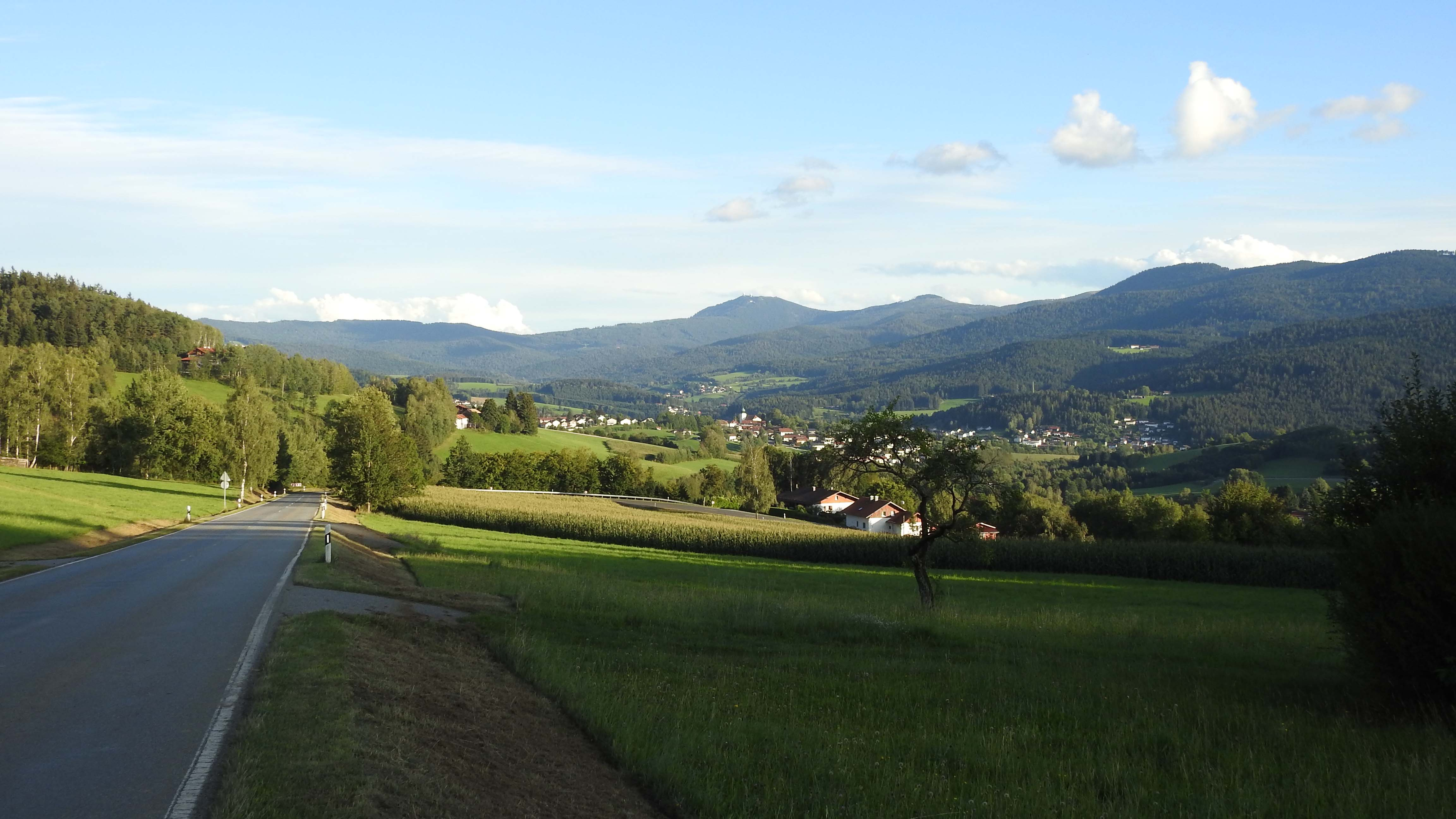
Lam von Nordwesten

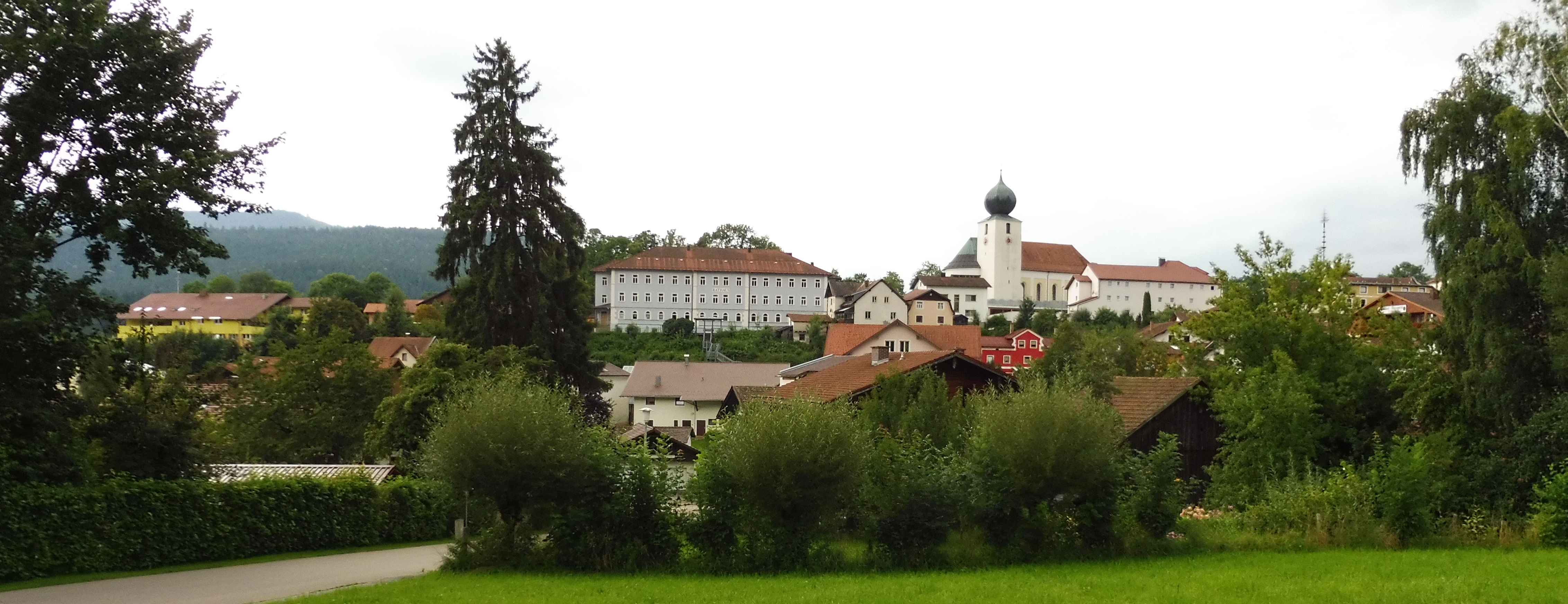
Rathaus, St. Ulrichs-Kirche und Umgebung

Lam ist ein Markt im Oberpfälzer Landkreis Cham in Bayern.

## Geografie

### Geografische Lage
Der Markt Lam liegt in der Nähe zur tschechischen Grenze im Bayerischen Wald im engen Tal des Lamer Winkels zusammen mit den Gemeinden Arrach und Lohberg. Das Tal wird begrenzt von den Bergen Arber, Osser, Kaitersberg und Hoher Bogen.
Durch den Lamer Winkel fließt der Weiße Regen, der aus dem Kleinen Arbersee am Fuße des Großen Arbers entspringt.

### Gemeindegliederung
Es gibt 28 Gemeindeteile (in Klammern ist der Siedlungstyp angegeben):
- Absetz (Einöde)
- Baumlager (Einöde)
- Buchet (Dorf)
- Buchetbühl (Dorf)
- Engelshütt (Kirchdorf)
- Frahels (Kirchdorf)
- Frahelsbruck (Dorf)
- Gaberlsäg (Einöde)
- Ginglmühle (Einöde)
- Himmelreich (Dorf)
- Hinteröd (Einöde)
- Hinterschmelz (Weiler)
- Hinterwaldeck (Einöde)
- Holzmühle (Weiler)
- Hütten (Dorf)
- Irlmühle (Dorf)
- Lam (Hauptort)
- Lambach (Weiler)
- Oberschmelz (Dorf)
- Rathgeb (Weiler)
- Riederberg (Einöde)
- Riedermühle (Weiler)
- Schmelz (Dorf)
- Stierberg (Weiler)
- Trailling (Einöde)
- Vorderöd (Einöde)
- Vorderschmelz (Weiler)
- Vorderwaldeck (Einöde)

Im Markt Lam gibt es die Gemarkungen Lam und Engelshütt.

### Nachbargemeinden
- Lohberg
- Arrach
- Neukirchen b. Hl. Blut
- Arnbruck, Landkreis Regen
- Hamry na Šumavě, Okres Klatovy, Tschechien

## Geschichte

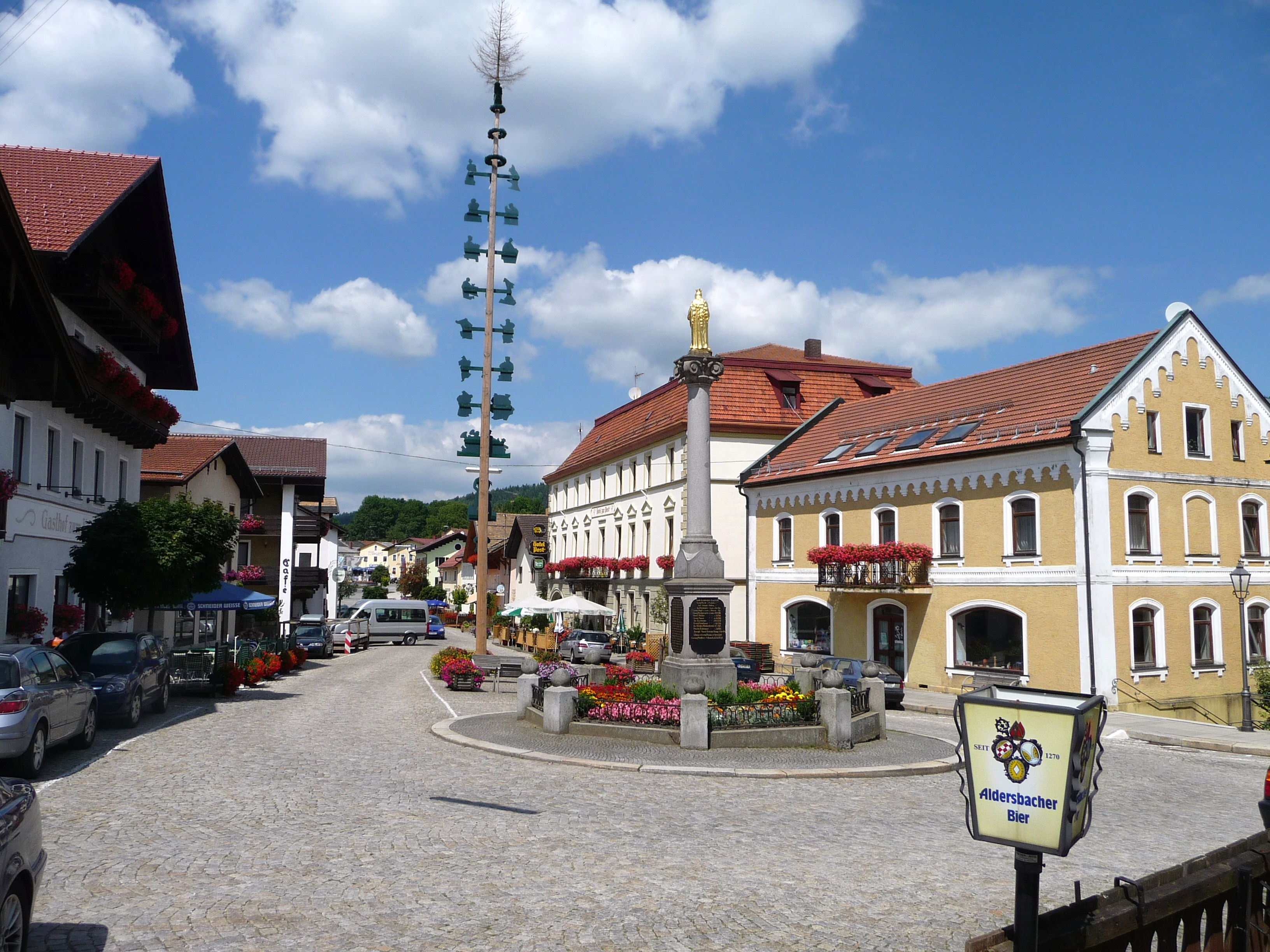
Der Marktplatz von Lam

### Von der Gründung im 13. Jahrhundert bis zum 21. Jahrhundert
Der Ort wurde erstmals am 29. Mai 1279 in einer Urkunde von Bischof Heinrich von Regensburg erwähnt. Die ersten Siedler, die den Urwald am Fuße des Ossers urbar machten, stammten aus St. Ulrich am Pillersee in Tirol. Diese hatten das Land zwischen Osser, Arber und Zwercheck vom Kloster Rott am Inn gegen Zahlung des Neubruchzehnten geschenkt bekommen. Bis 1679 übte das Kloster die Grundherrschaft aus.
Ab 1463 setzte in der nächsten Umgebung von Lam ein reger Silber-, später auch Kupfererzbergbau ein. 1522 erhob Herzog Wilhelm IV. Lam ebenso wie Bodenmais zur gefreiten Bergstadt. 1732 wurde das Bergwerk wegen technischer Schwierigkeiten geschlossen. Im Jahr 1961 wurde Lam verwaltungstechnisch ein Markt.
Seit dem 12. Januar 1998 wird die Fürstenzeche als Besucherbergwerk sowie Heil- und Therapiestollen betrieben.

### Eingemeindungen
Im Zuge der Gebietsreform in Bayern wurde am 1. Januar 1978 die Gemeinde Engelshütt in den Markt Lam eingegliedert.

### Einwohnerentwicklung
Zwischen 1988 und 2018 sank die Einwohnerzahl von 3095 auf 2599 um 496 Einwohner bzw. um 16 % – der höchste prozentuale Verlust im Landkreis im genannten Zeitraum.

## Politik

### Gemeinderat und Bürgermeister
Der Marktgemeinderat hat 14 Mitglieder. Die Gemeinderatswahl am 15. März 2020 hatte folgendes Ergebnis:
|                                     | Sitze | Stimmenanteil |
| ----------------------------------- | ----- | ------------- |
| CSU – Bürgerliche Wählervereinigung | 5     | 33,3 %        |
| FREIE WÄHLER – Freie Wähler Lam     | 1     | 9,5 %         |
| Unabhängige Frauenbewegung Lam      | 4     | 25,8 %        |
| Freie Wähler – Lam hat Zukunft      | 2     | 15,7 %        |
| Freie Wähler – Umland               | 2     | 15,7 %        |
| Gesamt                              | 14    | 100,0 %       |

Die Wahlbeteiligung betrug 69,4 %.
Erster Bürgermeister ist Paul Roßberger jun. (CSU/Bürgerliche Wählervereinigung). Er wurde bei der Kommunalwahl 2014 mit 55,6 % der gültigen Stimmen gewählt und am 15. März 2020 mit 72,6 % der gültigen Stimmen für weitere sechs Jahre bestätigt.

### Wappen
| Wappen Markt Lam | Blasonierung: „In Rot auf einem mit silbernem Wellenbalken belegten grünen Dreiberg eine zweitürmige Kirche in Vorderansicht; dahinter schräg gekreuzt ein goldener Spaten und ein goldener Schlägel.“                                                                |
| Wappen Markt Lam | Wappenbegründung: Die Kirche symbolisiert das Benediktinerkloster Rott am Inn, das früher die Grundherrschaft ausübte, der Spaten steht für die Rodung im 13. Jahrhundert und der Schlägel für den ehemaligen Silbererzbergbau. Dieses Wappen wird seit 1957 geführt. |

## Kultur und Sehenswürdigkeiten

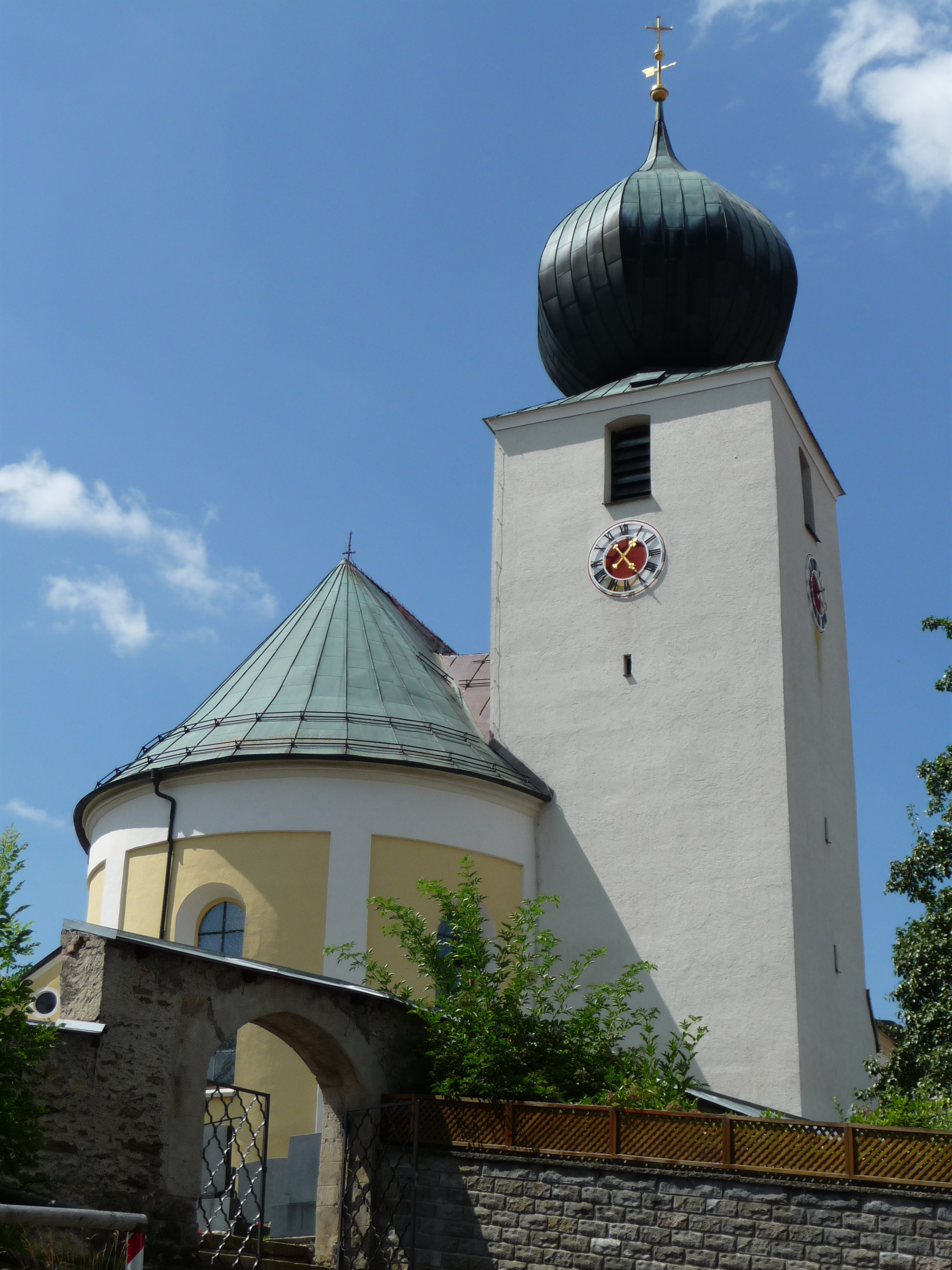
Pfarrkirche St. Ulrich

### Bauwerke
- Die katholische Pfarrkirche St. Ulrich wurde nach dem großen Ortsbrand von 1699 unter Einbeziehung des gotischen Turmes bis 1765 wieder aufgebaut. Die reichhaltige barocke Ausstattung aus der Zeit um 1750 erhielt im 20. Jahrhundert Ergänzungen. In der Friedhofsmauer befinden sich Nischengräber mit Heiligenstatuen. Anfang der 1990er Jahre wurde die Kirche renoviert, dabei wurde u. a. die doppelstöckige Orgelempore durch eine einfache ersetzt.
- Historisches Silber- und Flussspatbergwerk Fürstenzeche
- Märchen- und Gespensterschloss in Lambach
- Die Wallfahrtskapelle Maria Hilf über dem Ortsteil Himmelreich liegt auf dem Höhenzug, der über den Sattel zum Osser führt. Sie wurde 1752 erbaut und 1851 im neuromanischen Stil umgestaltet. 1907 erhielt sie einen steinernen Vorbau.

### Bodendenkmäler
- Burgstall Großer Osser

### Grünflächen und Naherholung
- Der Kurpark liegt etwas versteckt: Am oberen Ende des Marktplatzes rechts ab durch die Kinogasse und am Großparkplatz vorbei gelangt man dorthin. Er ist inzwischen Teil des neuen Rundwanderwegs „Der Sagen-hafte Weg“.

## Wirtschaft und Infrastruktur

### Straßen- und Eisenbahnverkehr
Die Hauptverkehrsadern in Lam sind die Staatsstraßen 2138 und Staatsstraße 2154.
Lam ist Endbahnhof der Bahnstrecke aus Cham–Bad Kötzting. Es verkehren Dieseltriebzüge des Typs Regio-Shuttle, die von der Oberpfalzbahn, einer Marke der Regentalbahn, betrieben werden.

### Ansässige Unternehmen
Größter Arbeitgeber ist die Simba-Dickie-Group, die Holzspielwaren unter dem Namen HEROS herstellt; zukünftig wird Heros unter der Traditionsmarke Eichhorn geführt. Weitere Arbeitsplätze bietet die Zollner Elektronik AG aus Zandt in ihrer Betriebsstätte Lam (Werk 3). Hauptwirtschaftszweig in dem staatlich anerkannten Luftkurort Lam ist der Tourismus.

### Tourismus
Es gibt neben mehreren Hotels und Gasthäusern viele kleine Pensionen und Ferienwohnungen. Außerdem ist im außerhalb gelegenen Ortsteil Lambach ein Kolpinghaus bzw. eine Familienferienstätte, das Familienhotel Lambach. Ebenso findet man in Lam einen Campingplatz.

## Öffentliche Einrichtungen
- Tourist-Information
- Osserbad
- Kurpark
- Pfarr- und Gemeindebücherei Lam: Die Gemeindebücherei Lam gehört zu den erfolgreichsten und ältesten öffentlichen Büchereien in Ostbayern. Sie wird seit vielen Jahren gemeinsam von der Kath. Pfarrkirchenstiftung und dem Markt getragen und vom Sankt Michaelsbund, Landesverband Bayern e. V., fachlich betreut. Im Jahr 2005 verzeichnete die Bücherei bei einem Bestand von über 10.000 Büchern und anderen Medien fast 22.000 Entleihungen. Mehr als 20 % der Lamer und Bürger gehören zu den regelmäßigen Benutzern, die 2005 ihre Bücherei etwa 8000 Mal besuchten. Damit ist die Gemeindebücherei Lam, die im Rathaus untergebracht ist, die erfolgreichste kulturelle Einrichtung des Ortes.

### Bildung
- Volksschule Lam
- Kindergarten Lam
- Tourismusakademie Ostbayern

## Sport
Bereits 1923 wurde im Ort die SpVgg Lam gegründet. Aktuell besteht der Verein aus den Abteilungen Fußball, Ski Alpin und Ski Nordisch. Die aktuelle Mitgliederzahl beträgt etwa 610.
Die erste Mannschaft der Sparte Fußball spielte 2013 in der Landesliga Mitte. Die Heimspiele werden am ortsansässigen Schulsportplatz an der Ginglmühler Straße ausgetragen.

## Söhne und Töchter des Ortes
- Michael Koller (1809–1861), Arzt und Landtagsabgeordneter im Königreich Bayern
- Georg Schrötter (1870–1949), Archivar
- Robert Ulich  (1890–1977), Pädagogikhistoriker und Philosoph
- Gabriele Krone-Schmalz (* 1949), Fernsehjournalistin und Autorin
- Joseph Berlinger (* 1952), Dramatiker, Theaterregisseur, Mundartlyriker, Schriftsteller, Hörspielautor und Drehbuchautor
- Erwin Aschenbrenner (* 1954), Reiseleiter und Böhmerwaldexperte
- Monika Bergmann (* 1978), ehemalige Skirennläuferin (Spezialdisziplin Slalom)
- Albert Kuchler (* 1998), Skilangläufer